# Ломпок (Каліфорнія)
Ломпок (англ. Lompoc) — місто (англ. city) в США, в окрузі Санта-Барбара штату Каліфорнія. Населення — 44 444 особи (2020).

## Географія
Ломпок розташований за координатами 34°39′46″ пн. ш. 120°28′15″ зх. д. / 34.66278° пн. ш. 120.47083° зх. д. (34.662689, -120.470837).  За даними Бюро перепису населення США в 2010 році місто мало площу 30,24 км², з яких 30,04 км² — суходіл та 0,20 км² — водойми.

### Клімат
| Клімат : Ломпок          | Клімат : Ломпок | Клімат : Ломпок | Клімат : Ломпок | Клімат : Ломпок | Клімат : Ломпок | Клімат : Ломпок | Клімат : Ломпок | Клімат : Ломпок | Клімат : Ломпок | Клімат : Ломпок | Клімат : Ломпок | Клімат : Ломпок | Клімат : Ломпок |
| Показник                 | Січ.            | Лют.            | Бер.            | Квіт.           | Трав.           | Черв.           | Лип.            | Серп.           | Вер.            | Жовт.           | Лист.           | Груд.           | Рік             |
| Середній максимум, °C    | 17,8            | 17,8            | 18,9            | 19,4            | 20,0            | 21,1            | 22,2            | 22,8            | 23,3            | 22,8            | 20,0            | 17,2            | 20,3            |
| Середній мінімум, °C     | 5,6             | 6,7             | 7,8             | 8,3             | 10,0            | 11,7            | 13,3            | 13,3            | 12,8            | 10,6            | 7,8             | 5,6             | 9,4             |
| ------------------------ | --------------- | --------------- | --------------- | --------------- | --------------- | --------------- | --------------- | --------------- | --------------- | --------------- | --------------- | --------------- | --------------- |
| Джерело: Weather Channel |                 |                 |                 |                 |                 |                 |                 |                 |                 |                 |                 |                 |                 |

## Демографія
Згідно з переписом 2010 року, у місті мешкали 42 434 особи в 13 355 домогосподарствах у складі 9297 родин. Густота населення становила 1403 особи/км².  Було 14416 помешкань (477/км²).
Расовий склад населення:
| - 61,2 % — білих - 5,7 % — чорних або афроамериканців - 3,8 % — азіатів - 1,8 % — корінних американців - 0,4 % — вихідців з тихоокеанських островів - 21,3 % — осіб інших рас |

До двох чи більше рас належало 5,8 %. Частка іспаномовних становила 50,8 % від усіх жителів.
За віковим діапазоном населення розподілялося таким чином: 26,4 % — особи молодші 18 років, 63,6 % — особи у віці 18—64 років, 10,0 % — особи у віці 65 років та старші. Медіана віку мешканця становила 33,9 року. На 100 осіб жіночої статі у місті припадало 114,9 чоловіків;  на 100 жінок у віці від 18 років та старших — 118,7 чоловіків також старших 18 років.
Середній дохід на одне домашнє господарство  становив 61 286 доларів США (медіана — 44 866), а середній дохід на одну сім'ю — 66 878 доларів (медіана — 51 629). Медіана доходів становила 35 373 долари для чоловіків та 35 764 долари для жінок. За межею бідності перебувало 21,3 % осіб, у тому числі 32,5 % дітей у віці до 18 років та 6,0 % осіб у віці 65 років та старших.
Цивільне працевлаштоване населення становило 16 856 осіб. Основні галузі зайнятості: освіта, охорона здоров'я та соціальна допомога — 19,8 %, роздрібна торгівля — 13,1 %, мистецтво, розваги та відпочинок — 12,8 %.